# Gnésio-luthérien
Gnésio-luthérien (du grec γνήσιος [gnesios]: vrai, authentique) est le nom moderne donné à un parti théologique dans les églises luthériennes, opposé aux philippistes après la mort de Martin Luther et avant la Formule de Concorde. De leur temps, ils étaient appelés flaciens par leurs adversaires et eux-mêmes s'appelaient luthériens. Plus tard, on a appelé flacien un adepte du point de vue de Matthias Flacius sur le péché originel, rejeté par la formule de Concorde. Dans un sens plus large, le terme  gnésio-luthérien est associé principalement à la défense de la doctrine de la présence réelle du Christ dans l'Eucharistie.

## Historique
Après la mort de Martin Luther et l'Intérim d'Augsbourg, en 1548, une scission s'est produite dans l'Église luthérienne allemande entre, d'une part, les gnésio-luthériens, luthériens intransigeants, présents à Magdebourg et à l'université d'Iéna, et, d'autre part, les philippistes, disciples de Philippe Mélanchthon, modérés et prêts à modifier la théologie à partir de l'humanisme dont les controverses ont duré de 1548 (Intérim d'Augsbourg) à 1577 (Formule de Concorde), .
Les gnésio-luthériens respectaient une discipline doctrinale stricte, mais ils s'opposaient aussi avec détermination à ce qu'ils considéraient comme les erreurs de leurs camarades comme Nicolaus von Amsdorf (Amsdorfiens), Matthias Flacius (Flaciens), Poach et d'autres.
Parmi les gnésio-luhériens il y avait Caspar Aquila, Joachim Westphal, Johann Wigand, Matthäus Judex, Joachim Mörlin, Tilemann Hesshus, Johann Timann, Simon Musaeus, Erasmus Sarcerius et Aegidius Hunnius l'Ancien.
En 1574, la volonté d'une union des luthériens allemands pour revenir à la pure doctrine de Luther qui aurait été déviée par les philippistes et les crypto-calvinistes a entraîné le bannissement des philippistes et des crypto-calvinistes de Saxe.

## Controverses
Les gnésio-luthériens ont été impliqués dans plusieurs controverses :
- la controverse adiaphorique avec les philippistes menés par Mélanchton qui dans le cadre de l'Intérim d'Augsbourg ont accepté des compromis avec les catholiques en se déclarant indifférents, du grec ancien ἀδιαφορία, adiaphoría (« indifférence »), sur certains points de la confession protestante.
- la controverse majoritaire (Nicolaus von Amsdorf, Nicolaus Gallus), entre ceux qui disent que les bonnes œuvres sont nécessaires au Salut et les gnésio-luthériens qui affirment que la foi seule suffit.
- la deuxième controverse antinomienne (Andreas Poach, Anton Otto) (Antinomisme, du grec αντι, anti, « contre » et νομος, nomos, « loi ») contre ceux qui se fondant sur la suprématie de la grâce, s'opposaient à toute notion d'autorité ou de loi.
- la controverse synergétique (Matthias Flacius, Nicolaus Gallus) opposant les philippistes affirmant la «participation» de la volonté humaine à la justification tandis que les gnésio-luthériens affirmaient après Luther l'incapacité de la volonté naturelle à participer à la justification et que les bonnes œuvres étaient inutiles au Salut.
- la controverse osiandérienne avec la thèse d'Andreas Osiander.
- la controverse crypto-calviniste était la plus grande des controverses de la deuxième génération de la Réforme luthérienne. L'Église luthérienne, les luthériens, en dehors du parti des Flaciens, ont adopté la position gnésio-luthérienne contre les philippistes et les crypto-calvinistes. Entre les philippistes et des gnésio-luthériens, le « parti centriste » comprenait Johan Brentius, Jakob Andreae, Martin Chemnitz, Nikolaus Selnecker, David Chytraeus, Andreas Musculus, et d'autres. Contrairement aux gnésio-luthériens, les membres du « parti du centre » étaient opposés à toute controverse inutile n'impliquant aucune différence doctrinale, et veillant à ne pas tomber eux-mêmes dans une position extrême. Le gnésio-luthérien Joachim Westphal a été le premier à écrire pour défendre la Présence Réelle contre les Calvinistes, et Mélanchthon a stigmatisé sa doctrine et celle des autres gnésio-luthériens comme prônant "l'adoration du pain".

## Sources
- (en) Cet article est partiellement ou en totalité issu de l’article de Wikipédia en anglais intitulé « Gnesio-Lutherans » (voir la liste des auteurs).